# Johann Simon Buchholz

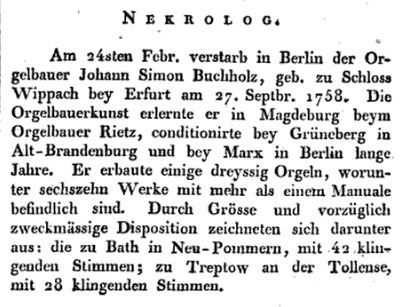
Nachruf für Johann Simon Buchholz in der Allgemeinen Musikalischen Zeitung vom März 1825

Johann Simon Buchholz (* 27. September 1758 in Schloßvippach; † 24. Februar 1825 in Berlin) war ein deutscher Orgelbauer.

## Leben
Buchholz lernte sein Handwerk bei Adam Heinrich Rietze in Magdeburg, bei seinem späteren Schwager Johann Wilhelm Grüneberg in Brandenburg und bei Ernst Julius Marx in Berlin. Dort gründete Buchholz 1790 seine eigene Werkstatt. Er gilt als einer der bedeutendsten preußischen Orgelbauer und baute über 30 Orgeln.
Buchholz heiratete am 25. November 1788 Dorothea Sophia Meier, die jüngste Tochter des Brandenburger Buchbinders Johann Anton Peter Meier. Die Hochzeit fand im Haus seines Schwagers Johann Wilhelm Grüneberg statt. Ihr gemeinsamer Sohn Carl August Buchholz wurde ebenfalls Orgelbauer. Johann Simon Buchholz baute in den Jahren 1812 bis 1825 zusammen mit seinem Sohn Carl August 19 Orgeln. Die Orgel mit dem größten Originalbestand in Deutschland ist die Orgel der St.-Marien-Kirche (Barth).

## Werke
Johann Simon baute in den Jahren 1807 bis 1825 zusammen mit seinem Sohn Carl August die nachfolgend aufgeführten Orgeln (alphabetisch sortiert nach Ortsnamen). Die Quellenangaben beziehen sich zum einen auf die Angaben zum Standort, Ort, Baujahr, Urzustand und zum anderen auf den Verbleib und Zustand:
| Jahr | Ort                    | Gebäude                            | Bild | Manuale | Pfeifenreihen              | Bemerkungen |
| ---- | ---------------------- | ---------------------------------- | ---- | ------- | -------------------------- | --- |
| 1788 | Prenzlau               | St. Nikolai                        |      | ?       | ?                          | 1898 durch ein Werk von Sauer ersetzt.                                                                               |
| 1804 | Neuruppin              | St. Marien                         |      | II/P    | 23                         | 1938 Neubau einer Orgel mit 72 Registern.                                                                            |
| 1807 | Anklam                 | St. Nikolai                        |      | II/P    | 22                         | 1843 umdisponiert und umintoniert von F. W. Kaltschmidt, 1909 ersetzt durch Neubau von B. Grüneberg. Nicht erhalten. |
| 1809 | Lebus                  | St. Marien                         |      | II/P    | 24                         | 1945 zerstört. |
| 1812 | Altentreptow           | Kirche St. Peter                   |      | II/P    | 23                         | Teile und Register in eine 1865 von Barnim Grüneberg gebaute Orgel integriert, 2002/2003 saniert. II/P 31            |
| 1817 | Berlin                 | (Alter) Dom                        |      | II/P    | 32                         | 1893 abgebaut. |
| 1817 | Neulietzegöricke       | Ev. Kirche                         |      | I       | 2                          | 1832 durch Brand zerstört                                                                                            |
| 1817 | Neu Hardenberg         | Ev. Kirche                         |      | II/P    | 21                         | 1924 durch eine Sauer-Orgel ersetzt.                                                                                 |
| 1818 | Demmin                 | St. Bartholomaei                   |      | II/P    | 40                         | → Orgel der St.-Bartholomaei-Kirche (Demmin)                                                                         |
| 1819 | Ahrensfelde            | Kirche Ahrensfelde                 |      | I       | 5                          | nicht erhalten, seit 1965 Orgel von Firma Walcker                                                                    |
| 1820 | Baruth/Mark            | St. Sebastian                      |      | II/P    | 21                         | 1909 Neubau durch Firma Schuke.                                                                                      |
| 1820 | Britz (bei Eberswalde) | Ev. Kirche                         |      | I/P     | 7                          | erhalten |
| 1820 | Gristow                | Ev. Dorfkirche                     |      | I/P     | 15                         | → Orgel → Orgel |
| 1821 | Berlin-Schöneberg      | Dorfkirche Schöneberg              |      | I/P     | 11                         | 26.02.1945 durch einen Brand zerstört und 1955 durch eine Karl Schuke Orgel ersetzt.                                 |
| 1821 | Barth                  | St.-Marien-Kirche                  |      | II/P    | 42                         | → Orgel der St.-Marien-Kirche (Barth)                                                                                |
| 1821 | Greifswald             | Kirche St. Jakobi                  |      | II/P    | 28                         | Instrument 1955 bei einem Turmbrand zerstört                                                                         |
| 1822 | Wachow                 | Dorfkirche Wachow                  |      | I/P     | 10 + 4 Pedaltransmissionen | erhalten |
| 1822 | Berlin                 | Institut für Kirchenmusik          |      | II/P    | 13                         | 1888 abgebaut, heute: Kirche Petkus                                                                                  |
| 1823 | Rixdorf b. Berlin      | Bethlehemskirche (Berlin-Neukölln) |      | I/P     | 9 + 4 Pedaltransmissionen  | 1895 umgesetzt in die Dorfkirche Alt Gaarz, 2018/2019 restauriert und umgesetzt in die Marienkirche Nossendorf       |
| 1823 | Seelübbe               | Ev. Kirche                         |      | II/P    | ?                          | 1902 umgesetzt in die Dorfkirche Weselitz                                                                            |
| 1823 | Teltow                 | Kirche St. Andreas                 |      | I/P     | 12 + 5 Pedaltransmissionen | 1910 durch Brand zerstört.                                                                                           |
| 1824 | Stargard Szczeciński   | Kirche St. Marien                  |      | III/P   | 32                         | Zustand unklar. 1884 Reparatur durch Mehmel aus Stralsund.                                                           |
| 1825 | Osterburg              | Kirche St. Nikolai                 |      | II/P    | 22                         | 2011 ff. restauriert durch Kristian Wegscheider (Dresden)                                                            |